# 朱仁英
朱仁英（韓語：주인영；1978年4月8日—），另譯朱忍英，是一位韓國女演員。

## 演出作品

### 劇集
- 2018年：MBC《時間》飾演 洪仁英
- 2019年：KBS2《我世上最漂亮的女兒》飾演 徐慶珍
- 2020年：MBC《The Game：向著零時》飾演 趙賢宇的媽媽
- 2020年：tvN《雖然是精神病但沒關係》飾演 劉宣海
- 2020年：MBC《當我最漂亮的時候》飾演 洪一華
- 2021年：tvN《惡魔法官》飾演 金相淑
- 2021年：JTBC《只一人》飾演 車汝蔚
- 2022年：JTBC《綠色媽咪會》飾演 宰彬的母親
- 2022年：ENA《該死的戀愛》飾演 職員
- 2023年：wavve《朴河京旅行記》飾演 真英菩薩（EP1）
- 2023年：Netflix《精神病房也會迎來清晨》飾演 李護理師（EP9、10）
- 2023年：TVING、Hulu《戀愛播放清單》飾演 宋漢珠的姑姑
- 2023年：Coupang Play《少年時代》飾演 金美英
- 2024年：Prime Video《我的男神丘比特》飾演 舊基洞動物醫院的副院長
- 2024年：TVING《愛情少一啪》飾演 恩惠（EP2）
- 2024年：Netflix《殺人者的難堪》飾演 姜在俊的媽媽（EP3）
- 2024年：MBC《搜查班長1958》飾演 坡州嬸[3]
- 2024年：Netflix《無聲蛙鳴》飾演 餐廳老闆（EP2、3）
- 2024年：JTBC《貞淑的推銷》飾演 朱仁善[4]
- 2025年：tvN《拜託戒酒吧》飾演 英雄的媽媽
- 2025年：ENA《你的味道》飾演 妍珠的房東[5]
- 2025年：Disney+《血謎拼圖》飾演 養老院經理
- 2025年：tvN《瑞草洞》飾演 鄭賢珠（EP9.12）
- 2025年：ENA《金子般我的明星》飾演 奉白慈
- 2025年：Disney+《濁流之爭》飾演

### 電影
- 2011年：《快遞驚魂》
- 2011年：《賺錢羅曼史》
- 2011年：《罪愛》飾演 寶寶的媽媽
- 2016年：《神女觀音》飾演 移民中心員工
- 2019年：《回家》
- 2019年：《邪惡的盡頭》
- 2019年：《82年生的金智英》飾演 小學老師
- 2022年：《分手的決心》飾演 看護業者室長
- 2023年：《水泥烏托邦：末日浩劫》飾演 金浦嬸
- 2024年：《晨靜之地》飾演 出入國管理所職員
- 2025年：《來自誰的啟示》飾演 申雅英母親[6]

### 話劇
- 2002年：《妓生祕生春香傳／기생비생춘향전》
- 2005年：《在碼頭上／선착장에서》
- 2005年：《雞冠花／맨드라미꽃》[7]
- 2007年：《慶淑，慶淑的爸爸／경숙이 경숙아버지》[8]
- 2007年：《白武洞／백무동에서》
- 2008年：《烤肉龍／야끼니꾸 드래곤》
- 2008年：《美好的一天／깃븐우리절믄날》
- 2009年：《慶淑，慶淑的爸爸／경숙이 경숙아버지》
- 2009—2010年：《白櫻桃／하얀앵두》
- 2009年：《威尼斯商人／베니스의 상인》
- 2010年：《五將軍的腳趾甲／오장군의 발톱》
- 2010年：《〈仁人系列〉沒有不眠之夜／〈인인인 시리즈〉잠 못드는 밤은 없다》
- 2011年：《慶淑，慶淑的爸爸／경숙이 경숙아버지》
- 2011年：《戀愛時代／연애시대》
- 2011年：《沒有不眠之夜／잠 못드는 밤은 없다》
- 2014年：《SAC CUBE 2014-星群／SAC CUBE 2014-별무리》
- 2014年：《半身／반신》
- 2015—2016年：《慶淑，慶淑的爸爸／경숙이 경숙아버지》
- 2017年：《1945》
- 2017年：《偶爾創造奇蹟的人／간혹 기적을 일으킨 사람》
- 2017年：《慶南昌寧郡吉谷面／경남 창녕군 길곡면》
- 2018年：《偷臉賊／얼굴도둑》
- 2018年：《命運／운명》
- 2018年：《得克薩斯姑姑／텍사스 고모》
- 2019年：《插座-同意／콘센트-동의》
- 2019年：《丹東之死／당통의 죽음》

### 獲獎
- 2006年：第11屆《希瑟戲劇獎》令人期待的演員獎
- 2006年：第43屆《東亞演劇賞》最佳新人演員獎[9]

## 外部連結
- 朱仁英在NAVER上的资料
- 朱仁英在Daum上的资料
- 朱仁英在韩国电影数据库（KMDb）上的資料（韓語）